# Пире, Ипполит Мари Гийом де Ронивинен де
Ипполит Мари Гийом де Ронивинен де Пире (фр. Hippolyte-Marie-Guillaume de Rosnyvinen de Piré; 1778—1850) — французский военный деятель, дивизионный генерал (1813 год), барон (1808 год), участник революционных и наполеоновских войн.

## Биография
Родился в бретонской аристократической семье. Сразу после начала Революции, 20 июля 1789 года семья покинула Францию. В 13 лет вступил в гвардию короля в Кобленце, которая входила в состав «армии Принцев». В 1794 году он служил в штабе пехотного полка Роана, затем, после короткой службы в Голландии, принял участие в десанте на полуострове Киберон 21 июля 1795 года. Десант был разгромлен, Пире получил ранение в грудь. Вскоре после выздоровления, в марте 1796 года вступил в Вандейскую армию, и 15 марта вновь был ранен — на этот раз в руку.
Сразу после прихода к власти, Наполеон объявил всеобщую амнистию тем, кто немедленно сложит оружие. Пире решил воспользоваться данной возможностью, и 20 марта 1800 года вступил в добровольческий гусарский полк Первого консула, 20 июня 1800 года был произведён в капитаны. В 1801 году полк был распущен, и Пире вернулся к гражданской жизни.
22 сентября 1805 года вернулся к активной службе, и был зачислен в генеральный штаб Великой Армии, отличился в Аустерлицком сражении, где с двумя кавалеристами смело атаковал отряд из 50 русских. 31 декабря 1805 года возглавил элитную роту 7-го гусарского полка. В Прусской кампании 1806 года сражался в составе бригады Лассаля. 30 декабря 1806 года повышен в звании, и назначен командиром эскадрона в 10-м гусарском полку. Он участвовал в сражении при Эйлау 7 февраля 1807 года, затем с 17 марта до 25 июня был адъютантом маршала Бертье, после чего, 25 июня 1807 года был произведён в полковники и получил под своё начало 7-й конно-егерский полк в бригаде Дюронеля.
В ноябре 1808 года участвовал в сражении на перевале Сомосьерра, где лично провёл разведку испанских позиций перед легендарной атакой польских гвардейских шеволежеров.
10 марта 1809 года произведён в бригадные генералы, и 30 марта назначен командиром бригады лёгкой кавалерии, состоящей из 8-го гусарского и 16-го конно-егерского полков в 4-й дивизии лёгкой кавалерии генерала Лассаля 4-го корпуса Армии Германии. В Австрийской кампании сражался при Тенгене, Ширлинге, Экмюле, Ратисбонне, Эберсберге, Асперне и при Ваграме.
20 января 1810 года возглавил кавалерийскую бригаду в Армии Брабанта, после её роспуска, 1 мая 1810 года был зачислен в Обсервационный корпус Голландии, 19 апреля 1811 года — в Обсервационный корпус Эльбы.
25 декабря 1811 года — командир 4-й бригады лёгкой кавалерии. Во время русской кампании 1812 года сражался в рядах 1-й дивизии лёгкой кавалерии генерала Брюйера. Сражался при Островно, Витебске, Смоленске и Бородино.
15 октября 1813 года — дивизионный генерал, возглавил 9-ю дивизию лёгкой кавалерии в 5-м кавалерийском корпусе. Был при Лейпциге, Сен-Дье, Бриенне, Ла-Ротьере, Труа, Лаферте-сюр-Обе и Сен-Дизье.
При первой реставрации Бурбонов оставался с 1 ноября 1814 года без служебного назначения, в период «Ста дней» командовал 2-й легкой кавалерийской дивизией во 2-м корпусе генерала Рея. Принимал участие в сражениях при Катр-Бра, Ватерлоо и Роканкуре.
После Ватерлоо по королевскому ордонансу от 24 июля 1815 года был изгнан из Франции, и бежал в Россию, где его сыновья были приняты на службу.
Пире было разрешено вернуться во Францию в мае 1819 года, занимал ряд административных постов вплоть до отставки в июне 1848 года.
Пире был талантливым и энергичным командиром, прирождённым лидером. Он всегда заботился о благополучии подчинённых, но легко выходил из себя, если ему прекословили.

## Воинские звания
- Капитан (20 июня 1800 года);

- Командир эскадрона (30 декабря 1806 года);

- Полковник (25 июня 1807 года);

- Бригадный генерал (10 марта 1809 года);

- Дивизионный генерал (15 октября 1813 года).

## Титулы

- Барон Ронивинен и Империи (фр. baron de Rosnyvinen et de l'Empire; декрет от 19 марта 1808 года, патент подтверждён 2 августа 1808 года)[1].

## Награды
Легионер ордена Почётного легиона (30 марта 1807 года)
 Офицер ордена Почётного легиона (9 августа 1812 года)
 Коммандан ордена Почётного легиона (10 октября 1813 года)
 Кавалер военного ордена Святого Людовика (1820 год)
 Великий офицер ордена Почётного легиона (5 января 1834 года)